# تورن (نیدرزاکسن)
تورن (به آلمانی: Thören) یک منطقهٔ مسکونی در آلمان است که در وینزن ان در آلر واقع شده‌است. تورن ۶۷۰ نفر جمعیت دارد.